# Colony, Alabama
Colony là một thị trấn thuộc quận Cullman, tiểu bang Alabama, Hoa Kỳ. Dân số năm 2009 là 412 người, mật độ đạt 71 người/km².